# ゴールデンラズベリー賞 最低主演女優賞
ゴールデンラズベリー賞 最低主演女優賞は、ゴールデンラズベリー賞の部門の一つで、その年最低の映画女優に贈られる。
この部門の受賞者でこれまでに授賞式に現れたのは『キャットウーマン』のハル・ベリーと『ウルトラ I LOVE YOU!』のサンドラ・ブロックの2名である。また、ブロックは『しあわせの隠れ場所』で同年のアカデミー賞の主演女優賞も受賞している。

## 受賞とノミネート一覧

### 1980年代
- 1980年 ブルック・シールズ - 『青い珊瑚礁』
  - ナンシー・アレン - 『殺しのドレス』
  - フェイ・ダナウェイ - 『第一の大罪』
  - シェリー・デュヴァル - 『シャイニング』
  - ファラ・フォーセット - 『スペース・サタン』
  - ソンドラ・ロック - 『ブロンコ・ビリー』
  - オリビア・ニュートン＝ジョン - 『ザナドゥ』
  - ヴァレリー・ペリン - 『ミュージック・ミュージック』
  - デボラ・ラフィン - 『ラスト・レター』
  - タリア・シャイア - 『エミリーの窓』

- 1981年 ボー・デレク - 『類猿人ターザン』 （分け）
- 1981年 フェイ・ダナウェイ - 『愛と憎しみの伝説』 （分け）
  - リンダ・ブレア - 『ヘルナイト』
  - ブルック・シールズ - 『エンドレス・ラブ』
  - バーブラ・ストライサンド - 『恋のドラッグストア・ナイト』

- 1982年 ピア・ザドラ - Butterfly
  - モーガン・フェアチャイルド - 『セダクション 盗撮された女』
  - ミア・ファロー - 『サマー・ナイト』
  - クリスティ・マクニコル - 『パイレーツ・ムービー』
  - メアリー・タイラー・ムーア - 『オータム・ストーリー』

- 1983年 ピア・ザドラ - The Lonely Lady
  - ロニ・アンダーソン - 『ストローカーエース』
  - リンダ・ブレア - 『チェーンヒート』
  - フェイ・ダナウェイ - 『二つの顔の貴婦人』
  - オリビア・ニュートン＝ジョン - 『セカンド・チャンス』

- 1984年 ボー・デレク - 『ボレロ 愛欲の日々』
  - フェイ・ダナウェイ - 『スーパーガール』
  - シャーリー・マクレーン - 『キャノンボール2』
  - タニア・ロバーツ - 『シーナ』
  - ブルック・シールズ - 『サハラ』

- 1985年 リンダ・ブレア - 『ナイト・パトロール』、『非情の島 女囚大脱走』、『暴行都市』
  - アリアーヌ - 『イヤー・オブ・ザ・ドラゴン』
  - ジェニファー・ビールス - 『ブライド』
  - ブリジット・ニールセン - 『レッド・ソニア』
  - タニア・ロバーツ - 『007 美しき獲物たち』

- 1986年 マドンナ - 『上海サプライズ』
  - キム・ベイシンガー - 『ナインハーフ』
  - ジョアン・チェン - 『タイパン』
  - ブリジット・ニールセン - 『コブラ』
  - アリー・シーディ - 『ブルー・シティ 非情の街』

- 1987年 マドンナ - 『フーズ・ザット・ガール』
  - ロレイン・ゲリー - 『ジョーズ'87 復讐篇』
  - ソンドラ・ロック - 『ラットボーイ』
  - デブラ・サンドランド - 『タフガイは踊らない』
  - シャロン・ストーン - 『キング・ソロモンの秘宝 2/幻の黄金都市を求めて』

- 1988年 ライザ・ミネリ - 『ミスター・アーサー2』、『レンタ・コップ』
  - レベッカ・デモーネイ - 『可愛い悪女』
  - ウーピー・ゴールドバーグ - 『ザ・テレフォン』
  - カサンドラ・ピーターソン - 『エルヴァイラ』
  - ヴァニティ - 『アクション・ジャクソン/大都会最前線』

- 1989年 ヘザー・ロックリア - 『怪人スワンプシング』
  - ジェーン・フォンダ - 『私が愛したグリンゴ』
  - ブリジット・ニールセン - 『バイ・バイ・ベイビー』
  - ポーリーナ・ポリスコワ - 『彼女のアリバイ』
  - アリー・シーディ - 『思い出のハートブレイク・ホテル』

### 1990年代
- 1990年 ボー・デレク - 『ゴースト・ラブ』
  - メラニー・グリフィス - 『虚栄のかがり火』
  - ベット・ミドラー - 『ステラ』
  - モリー・リングウォルド - 『本日はお日柄も良く/ベッツィの結婚』
  - タリア・シャイア - 『ロッキー5/最後のドラマ』

- 1991年 生きているほうのショーン・ヤング - 『死の接吻』
  - キム・ベイシンガー - 『あなたに恋のリフレイン』
  - サリー・フィールド - 『星の流れる果て』
  - マドンナ - 『イン・ベッド・ウィズ・マドンナ』
  - デミ・ムーア - 『夢の降る街』 / 『絶叫屋敷へいらっしゃい』

- 1992年 メラニー・グリフィス - 『嵐の中で輝いて』 / 『刑事エデン/追跡者』
  - キム・ベイシンガー - 『クールワールド』 / 『愛という名の疑惑』
  - ロレイン・ブラッコ - 『ザ・スタンド』 / 『赤い殺意』
  - ホイットニー・ヒューストン - 『ボディガード』
  - ショーン・ヤング - 『ラブ・クライム 官能の罠』

- 1993年 マドンナ - 『BODY/ボディ』
  - メラニー・グリフィス - 『ボーン・イエスタデイ』
  - ジャネット・ジャクソン - 『ポエティック・ジャスティス/愛するということ』
  - デミ・ムーア - 『幸福の条件』
  - シャロン・ストーン - 『硝子の塔』

- 1994年 シャロン・ストーン - 『わかれ路』 / 『スペシャリスト』
  - キム・ベイシンガー - 『ゲッタウェイ』
  - ジョアン・チェン - 『沈黙の要塞』
  - ジェーン・マーチ - 『薔薇の素顔』
  - ユマ・サーマン - 『カウガール・ブルース』

- 1995年 エリザベス・バークレー - 『ショーガール』
  - シンディ・クロフォード - 『フェア・ゲーム』
  - デミ・ムーア - 『スカーレット・レター』
  - ジュリア・スウィーニー - 『いとしのパット君』
  - ショーン・ヤング - 『ジキル博士はミス・ハイド』

- 1996年 デミ・ムーア - 『陪審員』 / 『素顔のままで』
  - パメラ・アンダーソン - 『バーブ・ワイヤー/ブロンド美女戦記』
  - ウーピー・ゴールドバーグ - 『僕のボーガス』 / 『エディー 勝利の天使』 / 『T-REX』
  - メラニー・グリフィス - 『あなたに逢いたくて』
  - ジュリア・ロバーツ - 『ジキル&ハイド』

- 1997年 デミ・ムーア - 『G.I.ジェーン』
  - サンドラ・ブロック - 『スピード2』
  - フラン・ドレシャー - 『美容師と野獣』
  - ローレン・ホリー - 『スマイル・ライク・ユアーズ/緊急!子づくり宣言』 / 『乱気流/タービュランス』
  - アリシア・シルヴァーストーン - 『エクセス・バゲッジ/シュガーな気持ち』

- 1998年 スパイス・ガールズ - 『スパイス・ザ・ムービー』
  - ヤスミン・ブリーズ - 『ベースケットボール 裸の球を持つ男』
  - アン・ヘッシュ - 『サイコ』
  - ジェシカ・ラング - 『沈黙のジェラシー』
  - ユマ・サーマン - 『アベンジャーズ』

- 1999年 ヘザー・ドナヒュー - 『ブレア・ウィッチ・プロジェクト』
  - メラニー・グリフィス - 『クレイジー・イン・アラバマ』
  - ミラ・ジョヴォヴィッチ - 『ジャンヌ・ダルク』
  - シャロン・ストーン - 『グロリア』
  - キャサリン・ゼタ＝ジョーンズ - 『エントラップメント』 / 『ホーンティング』

### 2000年代
- 2000年 マドンナ - 『2番目に幸せなこと』
  - キム・ベイシンガー - 『ブレス・ザ・チャイルド』 / 『永遠のアフリカ』
  - メラニー・グリフィス - 『セシル・B/ザ・シネマ・ウォーズ』
  - ベット・ミドラー - 『イズント・シー・グレート』
  - デミ・ムーア - 『薔薇の眠り』

- 2001年 マライア・キャリー - 『グリッター きらめきの向こうに』
  - ペネロペ・クルス - 『ブロウ』 / 『コレリ大尉のマンドリン』 / 『バニラ・スカイ』
  - アンジェリーナ・ジョリー - 『トゥームレイダー』 / 『ポワゾン』
  - ジェニファー・ロペス - 『エンジェル・アイズ』 / 『ウェディング・プランナー』
  - シャーリーズ・セロン - 『スウィート・ノベンバー』

- 2002年 マドンナ - 『スウェプト・アウェイ』 （分け）
- 2002年 ブリトニー・スピアーズ - 『ノット・ア・ガール』 （分け）
  - アンジェリーナ・ジョリー - 『ブロンド・ライフ』
  - ジェニファー・ロペス - 『イナフ』 / 『メイド・イン・マンハッタン』
  - ウィノナ・ライダー - 『Mr.ディーズ』

- 2003年 ジェニファー・ロペス - 『ジーリ』
  - ドリュー・バリモア - 『チャーリーズ・エンジェル フルスロットル』 / 『おまけつき新婚生活』
  - ケリー・クラークソン - 『アメリカン・スター』
  - キャメロン・ディアス - 『チャーリーズ・エンジェル フルスロットル』
  - アンジェリーナ・ジョリー - 『すべては愛のために』 / 『トゥームレイダー2』

- 2004年 ハル・ベリー - 『キャットウーマン』
  - ヒラリー・ダフ - 『シンデレラ・ストーリー』 / 『ヒラリー・ダフの ハート・オブ・ミュージック』
  - アンジェリーナ・ジョリー - 『アレキサンダー』 / 『テイキング・ライブス』
  - メアリー＝ケイト＆アシュレー・オルセン - 『ニューヨーク・ミニット』
  - ショーン＆マーロン・ウェイアンズ（ウェイアンズ"姉妹"） - 『最凶女装計画』

- 2005年 ジェニー・マッカーシー - Dirty Love
  - ジェシカ・アルバ - 『ファンタスティック・フォー ［超能力ユニット］』 / 『イントゥ・ザ・ブルー』
  - ヒラリー・ダフ - 『12人のパパ2』 / 『パーフェクト・マン』
  - ジェニファー・ロペス - 『ウエディング宣言』
  - タラ・リード - 『アローン・イン・ザ・ダーク』

- 2006年 シャロン・ストーン - 『氷の微笑2』
  - ヒラリー・ダフとヘイリー・ダフ - 『マテリアル・シスターズ』
  - リンジー・ローハン - 『ラッキー・ガール』
  - クリスタナ・ローケン - 『ブラッドレイン』
  - ジェシカ・シンプソン - Employee of the Month

- 2007年 オーブリー・フレミング役のリンジー・ローハン - I Know Who Killed Me （分け）
- 2007年 ダコタ・モス役のリンジー・ローハン - I Know Who Killed Me （分け）
  - ジェシカ・アルバ - 『アウェイク』 / 『ファンタスティック・フォー:銀河の危機』 / 『噂のアゲメンに恋をした!』
  - ローガン・ブラウニング、ジャネル・パリッシュ、ナタリア・ラモス、スカイラー・シェイ - Bratz: The Movie
  - エリシャ・カスバート - 『キャプティビティ』
  - ダイアン・キートン - 『恋とスフレと私』

- 2008年 パリス・ヒルトン - The Hottie and the Nottie
  - ジェシカ・アルバ - 『アイズ』 / 『愛の伝道師 ラブ・グル』
  - アネット・ベニング、エヴァ・メンデス、デブラ・メッシング、ジェイダ・ピンケット＝スミス、メグ・ライアン - The Women
  - キャメロン・ディアス - 『ベガスの恋に勝つルール』
  - ケイト・ハドソン - 『フールズ・ゴールド/カリブ海に沈んだ恋の宝石』 / My Best Friend's Girl

- 2009年 サンドラ・ブロック - 『ウルトラ I LOVE YOU!』
  - ビヨンセ - 『オブセッション 歪んだ愛の果て』
  - マイリー・サイラス - 『ハンナ・モンタナ/ザ・ムービー』
  - ミーガン・フォックス - 『ジェニファーズ・ボディ』 / 『トランスフォーマー/リベンジ』
  - サラ・ジェシカ・パーカー - 『噂のモーガン夫妻』

### 2010年代
2010年（第31回）
- 4人の“女友達”（キム・キャトラル、クリスティン・デイヴィス、シンシア・ニクソン、サラ・ジェシカ・パーカー） - 『セックス・アンド・ザ・シティ2』
  - ジェニファー・アニストン - 『バウンティー・ハンター』、『アラフォー女子のベイビー・プラン』
  - マイリー・サイラス - 『ラスト・ソング』
  - ミーガン・フォックス - 『ジョナ・ヘックス』
  - クリステン・スチュワート - 『エクリプス/トワイライト・サーガ』

2011年（第32回）
- ジル役のアダム・サンドラー - 『ジャックとジル』
  - ビッグママ役のマーティン・ローレンス - 『ビッグママ・ハウス3』
  - 本人役のサラ・ペイリン - The Undefeated
  - サラ・ジェシカ・パーカー - 『ケイト・レディが完璧な理由』 / 『ニューイヤーズ・イブ』
  - クリステン・スチュワート - 『トワイライト・サーガ/ブレイキング・ドーン Part1』

2012年（第33回）
- クリステン・スチュワート - 『スノーホワイト』、『トワイライト・サーガ/ブレイキング・ドーン Part2』
  - キャサリン・ハイグル - 『ラブ&マネー』
  - ミラ・ジョヴォヴィッチ - 『バイオハザードV リトリビューション』
  - タイラー・ペリー - 『マディアおばさんのドタバタNY事件簿』
  - バーブラ・ストライサンド - 『人生はノー・リターン 〜僕とオカン、涙の3000マイル〜』

2013年（第34回）
- タイラー・ペリー - 『タイラー・ペリーのマディアおばさんのメリークリスマス（英語版）』
  - ハル・ベリー - 『ザ・コール 緊急通報指令室』、『ムービー43』
  - セレーナ・ゴメス -『ゲッタウェイ スーパースネーク』
  - リンジー・ローハン - 『ザ・ハリウッド』
  - ナオミ・ワッツ - 『ダイアナ』、『ムービー43』

2014年（第35回）
- キャメロン・ディアス - 『ダメ男に復讐する方法』、『SEXテープ』
  - ドリュー・バリモア - 『子連れじゃダメかしら?』
  - メリッサ・マッカーシー - 『タミー/Tammy』
  - シャーリーズ・セロン - 『荒野はつらいよ 〜アリゾナより愛をこめて〜』
  - ガイア・ワイス - 『ザ・ヘラクレス』

2015年（第36回）
- ダコタ・ジョンソン - 『フィフティ・シェイズ・オブ・グレイ』
  - キャサリン・ハイグル - 『ホーム・スイート・ヘル/キレたわたしの完全犯罪』
  - ミラ・クニス - 『ジュピター』
  - ジェニファー・ロペス - 『ジェニファー・ロペス 戦慄の誘惑』
  - グウィネス・パルトロー - 『チャーリー・モルデカイ 華麗なる名画の秘密』

2016年（第37回）
- Mikaela Krantz、Rebekah Turner[2]  - 『ヒラリーのアメリカ、民主党の秘密の歴史』
  - ミーガン・フォックス - 『ミュータント・ニンジャ・タートルズ：影＜シャドウズ＞』
  - タイラー・ペリー - 『タイラー・ペリーの出たぞ〜! マデアのハロウィン』
  - ジュリア・ロバーツ - 『マザーズ・デイ』
  - ナオミ・ワッツ - 『ダイバージェントFINAL』
  - シェイリーン・ウッドリー - 『ダイバージェントFINAL』

2017年（第38回）
- タイラー・ペリー - 『タイラー・ペリーのまた出たぞ〜! マデアのハロウィン2（英語版）』
  - キャサリン・ハイグル - 『アンフォゲッタブル』
  - ダコタ・ジョンソン - 『フィフティ・シェイズ・ダーカー』
  - ジェニファー・ローレンス - 『マザー!』
  - エマ・ワトソン - 『ザ・サークル』

2018年（第39回）
- メリッサ・マッカーシー - 『パペット大騒査線 追憶の紫影』、『ライフ・オブ・ザ・パーティー』
  - ジェニファー・ガーナー - 『ライリー・ノース -復讐の女神-』
  - アンバー・ハード - 『ロンドン・フィールズ』
  - ヘレン・ミレン - 『ウィンチェスターハウス アメリカで最も呪われた屋敷』
  - アマンダ・セイフライド - 『ジュディーを探して』

2019年（第40回）
- ヒラリー・ダフ - 『ハリウッド1969 シャロン・テートの亡霊』
  - アン・ハサウェイ - 『 ザ・ハッスル』『セレニティー:平穏の海』
  - レベル・ウィルソン - 『ザ・ハッスル』
  - フランチェスカ・ヘイワード（英語版） - 『キャッツ』
  - タイラー・ペリー - 『タイラー・ペリー マデアの家族葬』

### 2020年代
2020年（第41回）
- ケイト・ハドソン - 『ライフ・ウィズ・ミュージック』
  - アン・ハサウェイ - 『マクマホン・ファイル』、『魔女がいっぱい』
  - ケイティ・ホームズ - 『ザ・ボーイ -残虐人形遊戯-』『ザ・シークレット: デア・トゥー・ドリーム』
  - ローレン・ラプカス（英語版） - 『僕のミッシー』
  - アンナ＝マリア・シエクルッカ（英語版） - 『愛は、365の日々で（英語版）』

2021年（第42回）
- ジーナ・デ・ヴァール（英語版） - 『ダイアナ：ザ・ミュージカル（英語版）』
  - エイミー・アダムス - 『ウーマン・イン・ザ・ウィンドウ』
  - ミーガン・フォックス - 『ミッドナイト・キラー』
  - タリン・マニング - Karen
  - ルビー・ローズ - 『ヴァンキッシュ』

2022年（第43回）
この年は12歳の子役ライアン・キーラ・アームストロングを最低主演女優賞候補にしたことで批判が殺到し、謝罪の上、彼女を候補から外し、今後は18歳未満の俳優やフィルムメイカーを賞の候補としないことを発表した。またこれを受け、今年の最低女優賞の受賞者を、「ラジー賞」（第43回ゴールデンラズベリー賞における最低主演女優賞ノミネーションの大失態）とした。
- ラジー賞 - 第43回ゴールデンラズベリー賞における最低主演女優賞ノミネーションの大失態
  - ライアン・キーラ・アームストロング - 『炎の少女チャーリー』 撤回された。
  - ブライス・ダラス・ハワード - 『ジュラシック・ワールド/新たなる支配者』
  - ダイアン・キートン - 『マック&リタ』
  - カヤ・スコデラリオ - The King's Daughter
  - アリシア・シルヴァーストーン『ジョーズ・バケーション（英語版）』

## 統計
| 俳優名                       | 候補数 | 受賞数 |
| ---------------------------- | ------ | ------ |
| マドンナ                     | 6      | 5      |
| デミ・ムーア                 | 6      | 2      |
| メラニー・グリフィス         | 6      | 1      |
| ジェニファー・ロペス         | 5      | 1      |
| キム・ベイシンガー           | 5      | 0      |
| リンジー・ローハン           | 4      | 2      |
| フェイ・ダナウェイ           | 4      | 1      |
| アンジェリーナ・ジョリー     | 4      | 0      |
| ボー・デレク                 | 3      | 3      |
| クリステン・スチュワート     | 3      | 1      |
| ショーン・ヤング             | 3      | 1      |
| ブルック・シールズ           | 3      | 1      |
| リンダ・ブレア               | 3      | 1      |
| キャメロン・ディアス         | 3      | 1      |
| サラ・ジェシカ・パーカー     | 3      | 1      |
| ジェシカ・アルバ             | 3      | 0      |
| ヒラリー・ダフ               | 3      | 0      |
| ピア・ザドラ                 | 2      | 2      |
| タイラー・ペリー             | 2      | 1      |
| サンドラ・ブロック           | 2      | 1      |
| ハル・ベリー                 | 2      | 1      |
| オリビア・ニュートン＝ジョン | 2      | 0      |
| キャサリン・ハイグル         | 2      | 0      |
| ジェニファー・アニストン     | 2      | 0      |
| タニア・ロバーツ             | 2      | 0      |
| ドリュー・バリモア           | 2      | 0      |
| バーブラ・ストライサンド     | 2      | 0      |
| マイリー・サイラス           | 2      | 0      |
| ミーガン・フォックス         | 2      | 0      |
| ミラ・ジョヴォヴィッチ       | 2      | 0      |
| ユマ・サーマン               | 2      | 0      |